# Droga krajowa nr 203 (Kostaryka)
Droga krajowa nr 203 (hiszp. Ruta Nacional Secundaria 203/Ruta 203) – jedna z dróg krajowych w Kostaryce. Znajduje się ona w prowincji San José.

## Opis
W prowincji San José droga krajowa nr 203 przebiega przez kanton Montes de Oca (przez dystrykty San Pedro, Sabanilla i San Rafael).